# Joe Girardi
Joseph Elliott Girardi (ur. 14 października 1964 w Peorii) – amerykański baseballista, który występował na pozycji łapacza przez 15 sezonów w Major League Baseball.

## Kariera zawodnicza
Girardi studiował na Northwestern University, gdzie w latach 1983–1986 grał w drużynie uniwersyteckiej Northwestern Wildcats. W 1986 został wybrany w piątej rundzie draftu przez Chicago Cubs i początkowo występował w klubach farmerskich tego zespołu, między innymi w Pittsfield Cubs, reprezentującym poziom Double-A. W MLB zadebiutował 4 kwietnia 1989 w meczu przeciwko Philadelphia Phillies, w którym zaliczył dwa uderzenia i zdobył runa. W listopadzie 1992 został zawodnikiem nowo utworzonego klubu Colorado Rockies, w którym grał przez trzy sezony.
Pod koniec 1995 w ramach wymiany zawodników przeszedł do New York Yankees, z którym zwyciężał w World Series trzykrotnie (w 1996, 1998 i 1999 roku). W grudniu 2000 podpisał kontrakt jako wolny agent z Chicago Cubs. W 2000 został powołany do All-Star Game w miejsce kontuzjowanego Mike'a Piazzy. W 2003 był zawodnikiem St. Louis Cardinals, w którym zakończył zawodniczą karierę.

## Kariera menedżerska
W 2006 został menadżerem Florida Marlins, jednak po zakończeniu sezonu został zwolniony z tego stanowiska, mimo iż został wybrany menadżerem sezonu w National League. Od października 2007 pełni tę funkcję w New York Yankees. W sezonie 2009 Yankees zdobyli 27. w historii klubu mistrzowski tytuł po pokonaniu w World Series Philadelphia Phillies 4–2. W październiku 2013 podpisał nowy, czteroletni kontrakt z Yankees. W październiku 2017, po przegranych przez Yankees American League Championship Series z Houston Astros, zarząd klubu poinformował, iż kontrakt z Girardim nie zostanie przedłużony.
26 października 2019 został menadżerem Philadelphia Phillies.

## Nagrody i wyróżnienia
| Nagroda/wyróżnienie                       | Lata             | Źródło            |
| NL Manager of the Year                    | 2006             | [ 11 ]            |
| All-Star                                  | 2000             | [ 4 ]             |
| 3× zwycięzca w World Series jako zawodnik | 1996, 1998, 1999 | [ 6 ] [ 7 ] [ 8 ] |
| Zwycięzca w World Series jako menadżer    | 2009             | [ 13 ]            |

## Statystyki menadżerskie
Stan na koniec sezonu 2017
| Sezon              | Klub               | Liga               | Mecze | Zwycięstwa | Porażki | Proc. zw. i por. |
| ------------------ | ------------------ | ------------------ | ----- | ---------- | ------- | ---------------- |
| 2006               | Florida Marlins    | NL                 | 162   | 78         | 84      | 0,481            |
| 2008               | New York Yankees   | AL                 | 162   | 89         | 73      | 0,549            |
| 2009               | New York Yankees   | AL                 | 162   | 103        | 59      | 0,636            |
| 2010               | New York Yankees   | AL                 | 162   | 95         | 67      | 0,586            |
| 2011               | New York Yankees   | AL                 | 162   | 97         | 65      | 0,599            |
| 2012               | New York Yankees   | AL                 | 162   | 95         | 67      | 0,586            |
| 2013               | New York Yankees   | AL                 | 162   | 85         | 77      | 0,525            |
| 2014               | New York Yankees   | AL                 | 162   | 84         | 78      | 0,519            |
| 2015               | New York Yankees   | AL                 | 162   | 87         | 75      | 0,537            |
| 2016               | New York Yankees   | AL                 | 162   | 84         | 78      | 0,519            |
| 2017               | New York Yankees   | AL                 | 162   | 91         | 71      | 0,562            |
| Łącznie w karierze | Łącznie w karierze | Łącznie w karierze | 1782  | 988        | 794     | 0,554            |